# Madaba
Madaba (arabsky مادبا) je město v Jordánsku v governorátu Madaba, jehož je i hlavním městem. Město má dlouhou historii, osídlené je už od neolitu. Je známé pro své mozaiky z byzantské a umajjovské éry, a zvláště pak pro Madabskou mapu, což je mozaika zachycující Svatou zemi a Jeruzalém.
Ve městě je také kostel Apoštolů. V něm byly v roce 1902 objeveny mozaiky z konce 7. století a následně půdorys původní byzantské baziliky.

## Galerie

Madaba
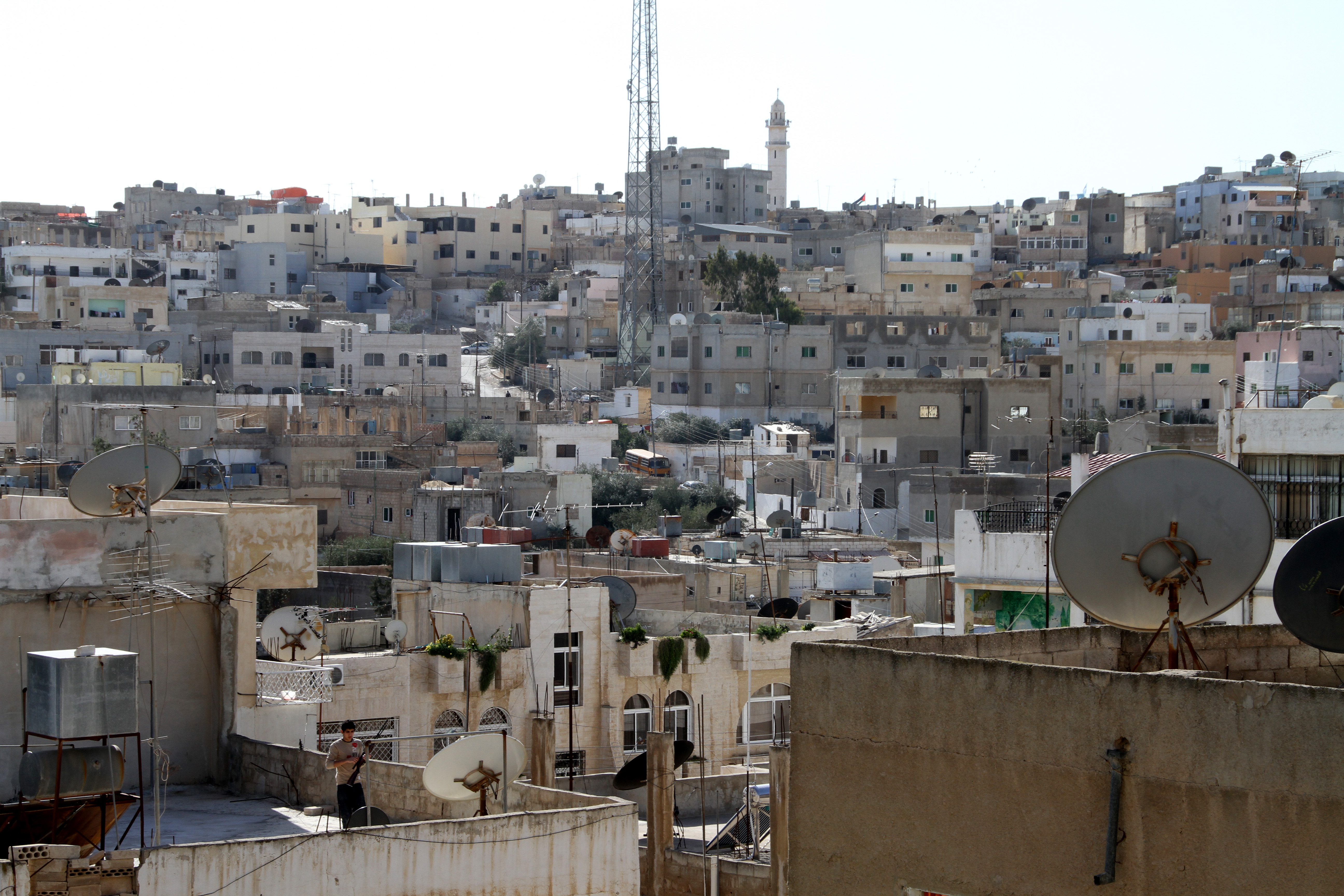
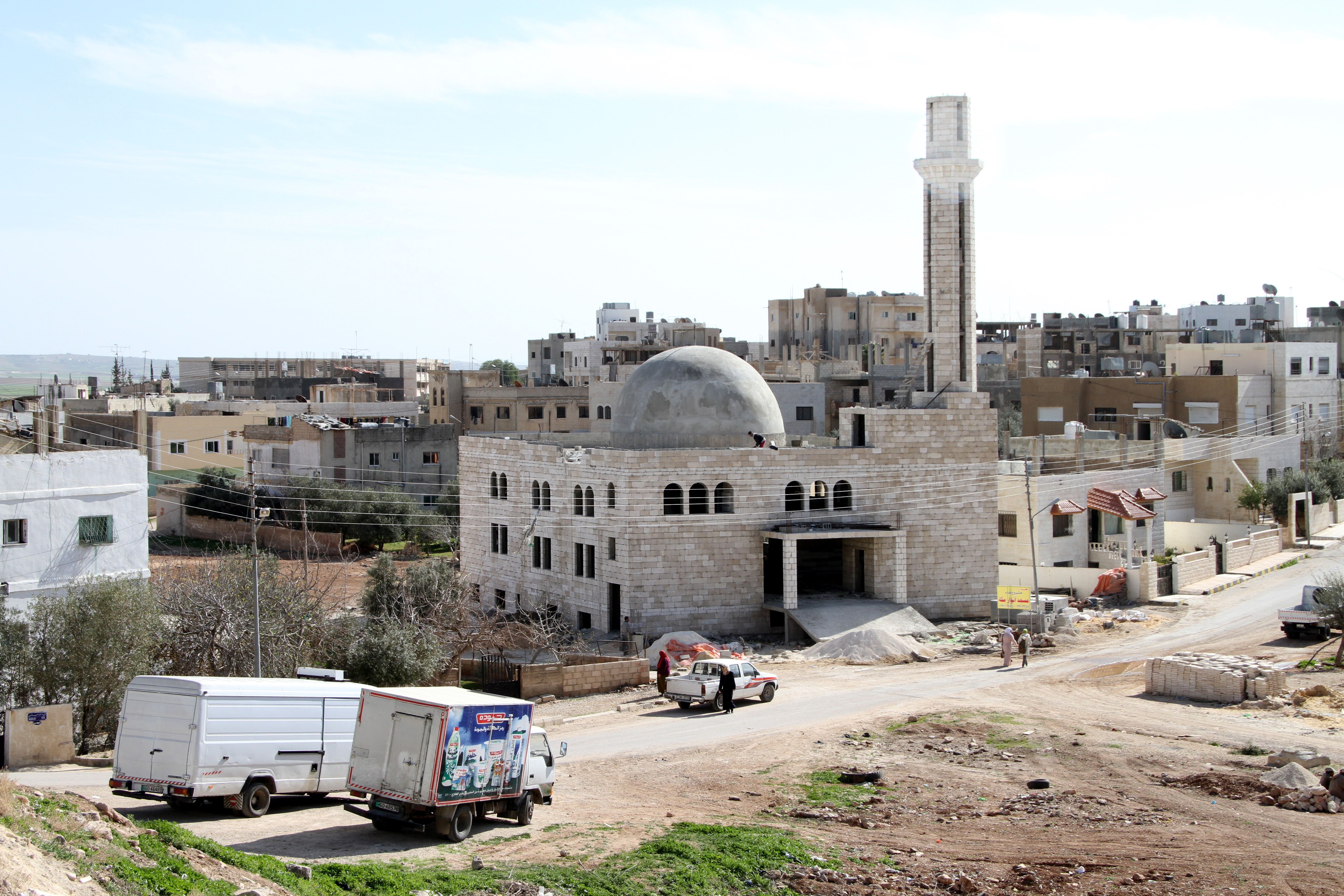
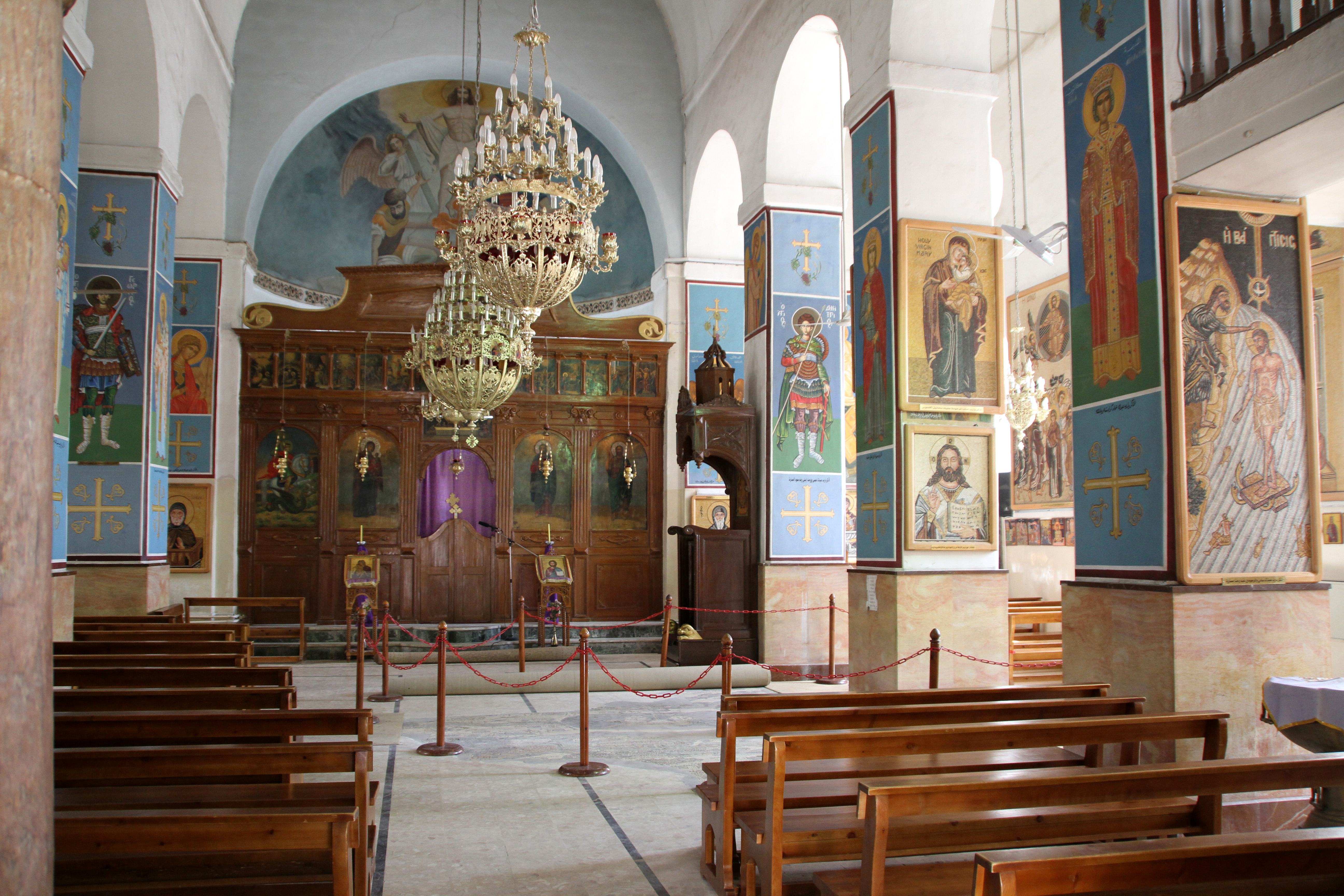
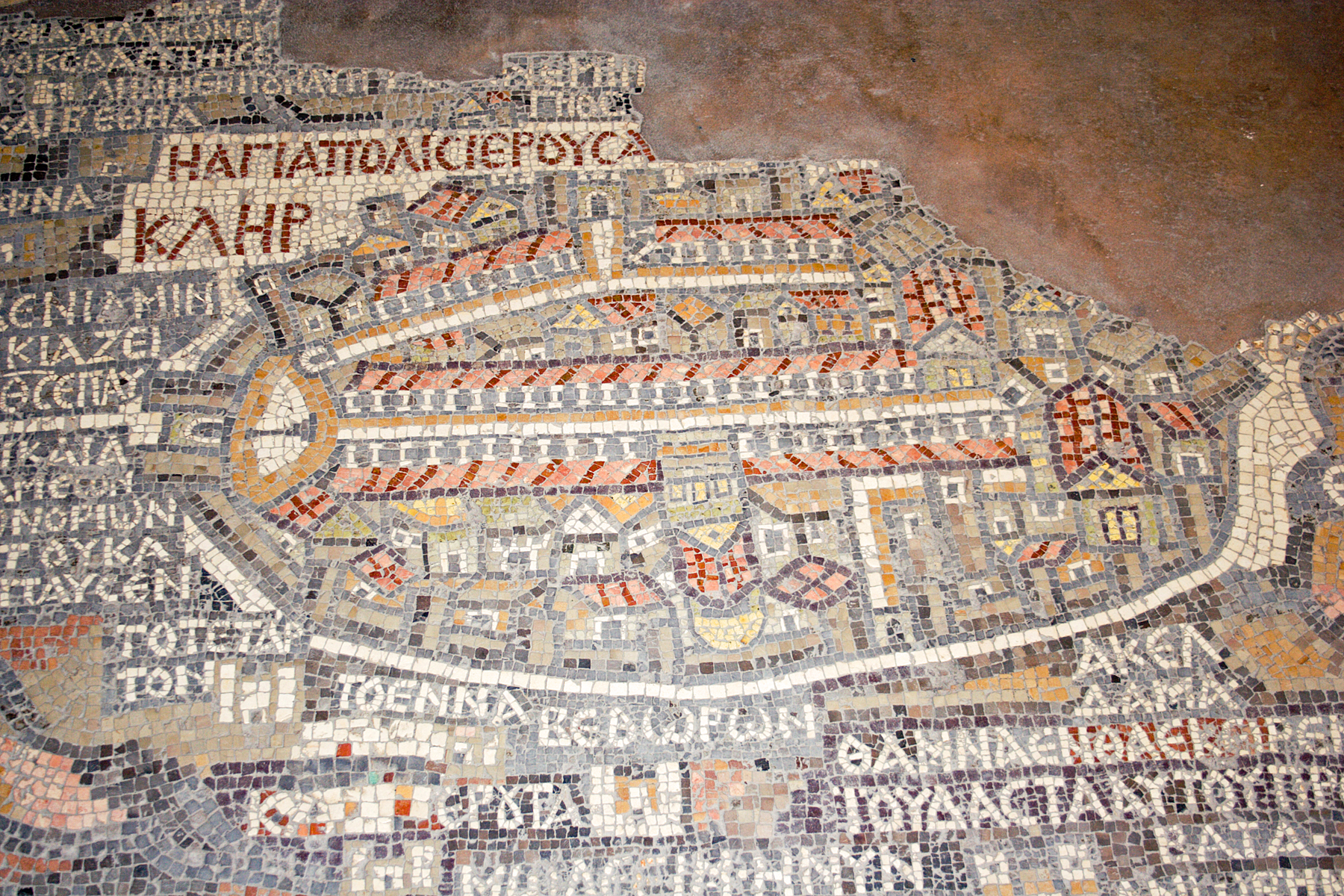
Madabská mapa